# Altanum
Altanum (o Altano) era un'antica città della magna Grecia. Le sue rovine si trovano nel territorio di San Giorgio Morgeto nella provincia di Reggio Calabria.

## Storia
Altanum è una città risalente al VI secolo: gli scavi, condotti nel 1921 da Vincenzo De Cristo su incarico di Paolo Orsi portarono alla luce due monete in bronzo (VI-VII sec. circa) attestando l'età della città.  L'epoca della città di Altanum si deve riportare al regno di re Morgeto, di cui scrive Plinio il Vecchio, Strabone e Proclo, e lo storico Stefano di Bisanzio: "Morges in Italia regnavit sub annum mundi 2349" (Diction. Stor.). Viene anche nominata un anno dopo, nel 2350, da Girolamo Enniges. La città è menzionata nell'Itinerario antonino.
Il monaco polistenese Marafioti narra che Altanum venne distrutta da re Totila, il quale gli cambiò il nome in Casignano. Diodoro Siculo scrive della distruzione di Altano città vicino a Locri, nel 214 a.C. Annibale occupò il Bruzio e conquistò gli importanti porti di Locri e Crotone da dove sperava di potere entrare in contatto con la madrepatria. Studiosi asseriscono che Polistena e Melicucco fossero fondati dai profughi di Altanum, distrutta nel 986 d.C. dai Saraceni.
Secondo Gualtieri venne attaccata anche nel 1059, quando il vescovo di Casignano unito a quello di Gerace, combatté contro i Normanni sulla piana di San Martino. Ruggero giunse in Italia nel 1057 attraverso la Via Francigena per unirsi al fratello Roberto per il quale, alla morte del loro fratellastro Umfredo d'Altavilla, si erano aperti spiragli di predominio.
I due furono insieme nella conquista dei territori di Puglia e Calabria non ancora sottomessi. Nel 1051-1052 lo stesso Roberto aveva sposato nella Piana di San Martino Alberada di Buonalbergo. Ruggero fu inizialmente vassallo del fratello Roberto, duca di Puglia e di Calabria, come conte di Calabria, e stabilì la propria corte a Mileto, in Calabria. Proprio nella Piana di San Martino sposò la normanna Giuditta d'Evreux.
Papa Innocenzo IV, in una Bolla del 1254 nomina Casignano e San Giorgio nell'elenco dei feudi, e conferma delle donazioni.
Nel 1595 il cartografo Abramo Ortelio, pubblicò una mappa storica del regno dei Morgeti, inserendo Medma, Taurianum, Altanum, Hipponum, Metaurus, Postropja.
La città di Altano, viene menzionata nel libro Istoria de fenomeni del tremoto avvenuto nelle Calabrie, e nei documenti del Fondo Milano libro maggiore segnato C del 1760, della famiglia Milano feudatari, conservati nella Biblioteca comunale di Polistena. Nel 1729 il Marchese don Giovanni Domenico Milano fa costruire sul suolo della distrutta città, una chiesa dedicata a Sant'Eusebio pontefice, distrutta dal terremoto del 1783.
Giovanni Fiore da Cropani, nella sua opera Della Calabria illustrata, scrive che S. Eusebio Papa martire e pontefice nasce nella città di Casignano, nella sua patria viene creato l'ordine dei cavalieri di Cassignana (per difesa del pontefice). Il suo corpo viene sepolto nella via Appia, nel cimitero di Callisto il 26 settembre 311.

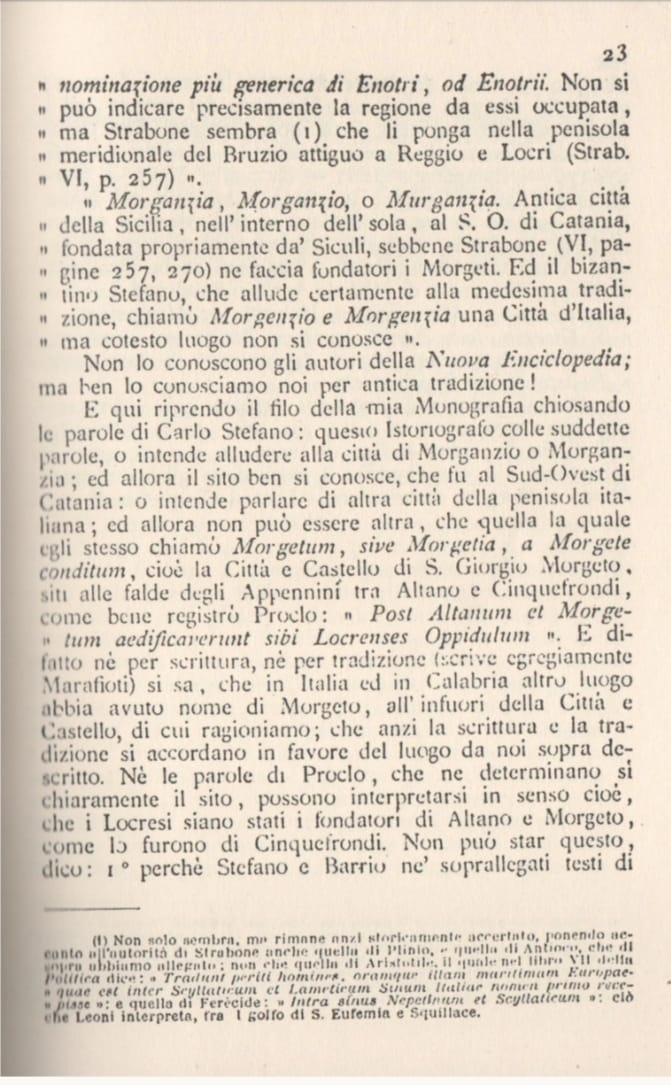
Monografia di San Giorgio Morgeto del 1886, di Domenico Cangemi pag.23.

## Fonti storiche
Di Altanum ci danno notizia diversi autori tra i quali:
- Abramo Ortelio, mappa del regno dei Morgetes del 1595.[36][29]
- Proclo, narra che dopo Altano e Morgeto, i Locresi edificarono un Castelletto, il qual hoggi noi chiamiamo Cinquefrondi.
- Antonino Augusto, Altano ricordato nell'Itinerarium Antonini.[8][37]
- Girolamo Marafioti, dice Proclo, che doppo Altano (città hoggi distrutta, chiamata volgarmente Casignano) e Morgeto, i locresi edificarono un castelletto, il quale hoggi noi chiamiamo Cinquefrondi.[38]
- Domenico Cangemi, narra, alle falde apriche della catena degli Appennini alla prospetiva del mar Gioia-Tauro, undici o dodici miglia distante da esso, e tra Cittanova, Cinquefrondi, Polistena alla vicinanza della distrutta città di Altano, sovra una deliziosa eminenza di terra, sovra un monte elevatesi a picco, toreggiano gli avanzi di un famoso castello uno molto celebre e forte.
- Giovanni Fiore scrive nel suo libro: Altanum o Casignano, Papa S. Eusebio, da essa nativa, ed assunto al Pontificato nel 310 sotto Costantino Imperatore, v'istituì un vescovo, e col suo vescovo nell'anno 1059 ancora era in piedi.[39]
- Domenico Maria Valensise, l'origine di questa città si perde nell'oscurezza dei tempi, ma ne fanno parola l'Itinerario di Antonino, Diodoro Siculo nel terzo libro della guerra di Africa e Proclo nella narrazione delle guerre dei siracusani. Totila l'ebbe abbattuta, e in segno di dispregio al nome di Altano surrogò quello di Casignano. Or sebbene la vicinanza di questa città e l'emigrazione dei suoi cittadini seguita nel 1059, epoca appunto circa la quale si crede nata la nostra Polistena.[40]
- Antonio Piromalli narra Cinquefrondi fu fondata dai Locresi che scendevano dalla Limina, locrese fu Altano.

## Resti archeologici
Dopo il terremoto del 1783, gli esperti vengono a visitare Polistena, ci raccontano: «Avremo desiderato visitare le reliquie del distrutto Altano, del generoso signore di Polistena e Marchese di San Giorgio, Don Giovanni Milano, con la sua generosa compagnia nella nostra esplorazione, ma si deve rinunciare per fare il nostro dovere».
Durante gli scavi eseguiti nel 1921 da Vincenzo De Cristo su richiesta di Paolo Orsi è stata individuata nel territorio comunale di San Giorgio Morgeto anche una seconda fortificazione bizantina (Altano-Casignano).
Le sue rovine si trovano in prossimità dell'altura detta S.Eusebio (700 m s.l.m.) nel territorio di San Giorgio Morgeto. Sono ancora visibili le mura diroccate, la cisterna (dove fu rinvenuta una grande quantità di frammenti di materiale ceramico e di ossa, e delle monete),  la bombardiera e la chiesa di Sant'Eusebio.